# Szürke farkas

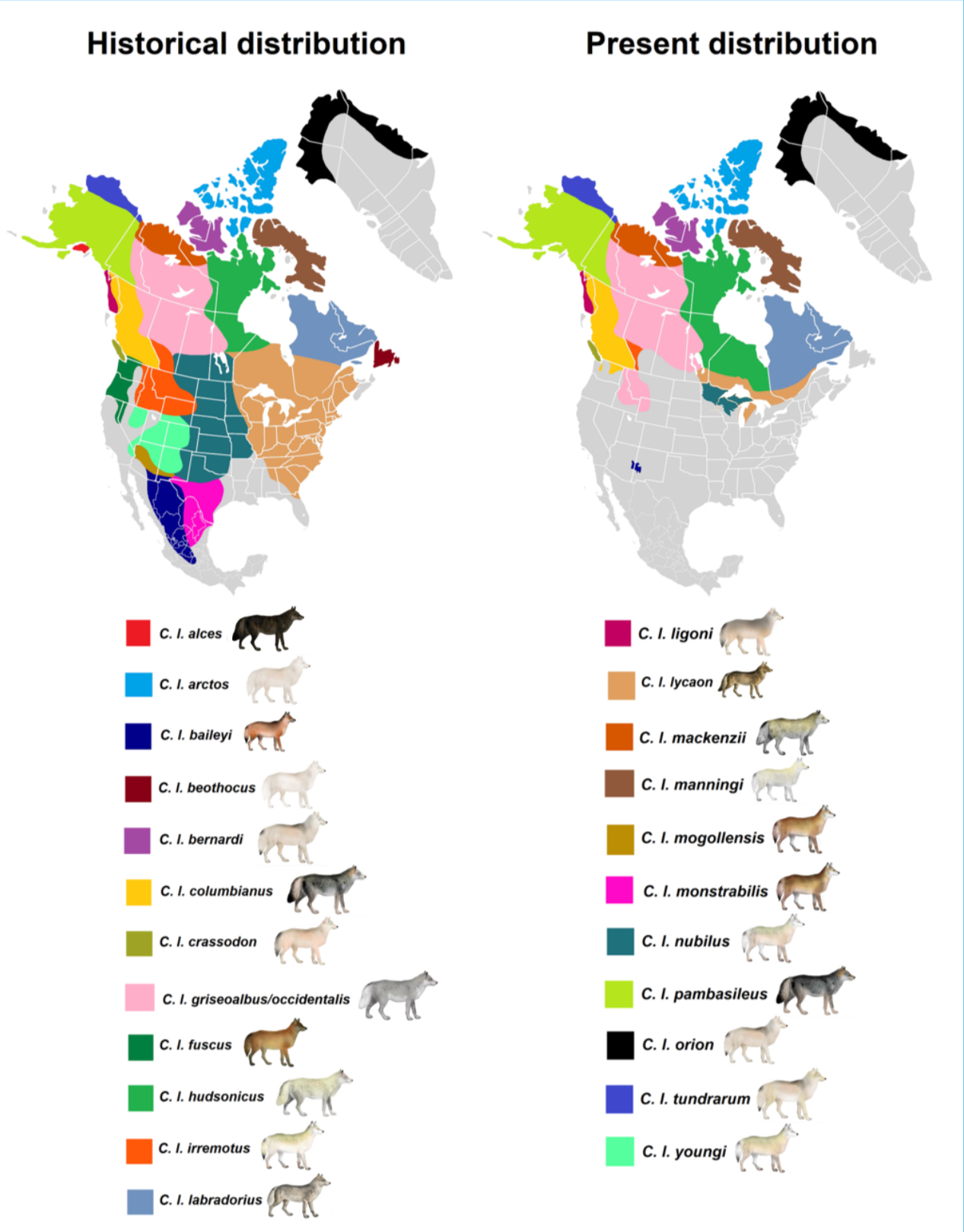
A szürke farkas észak-amerikai alfajainak történelmi és jelenlegi elterjedése

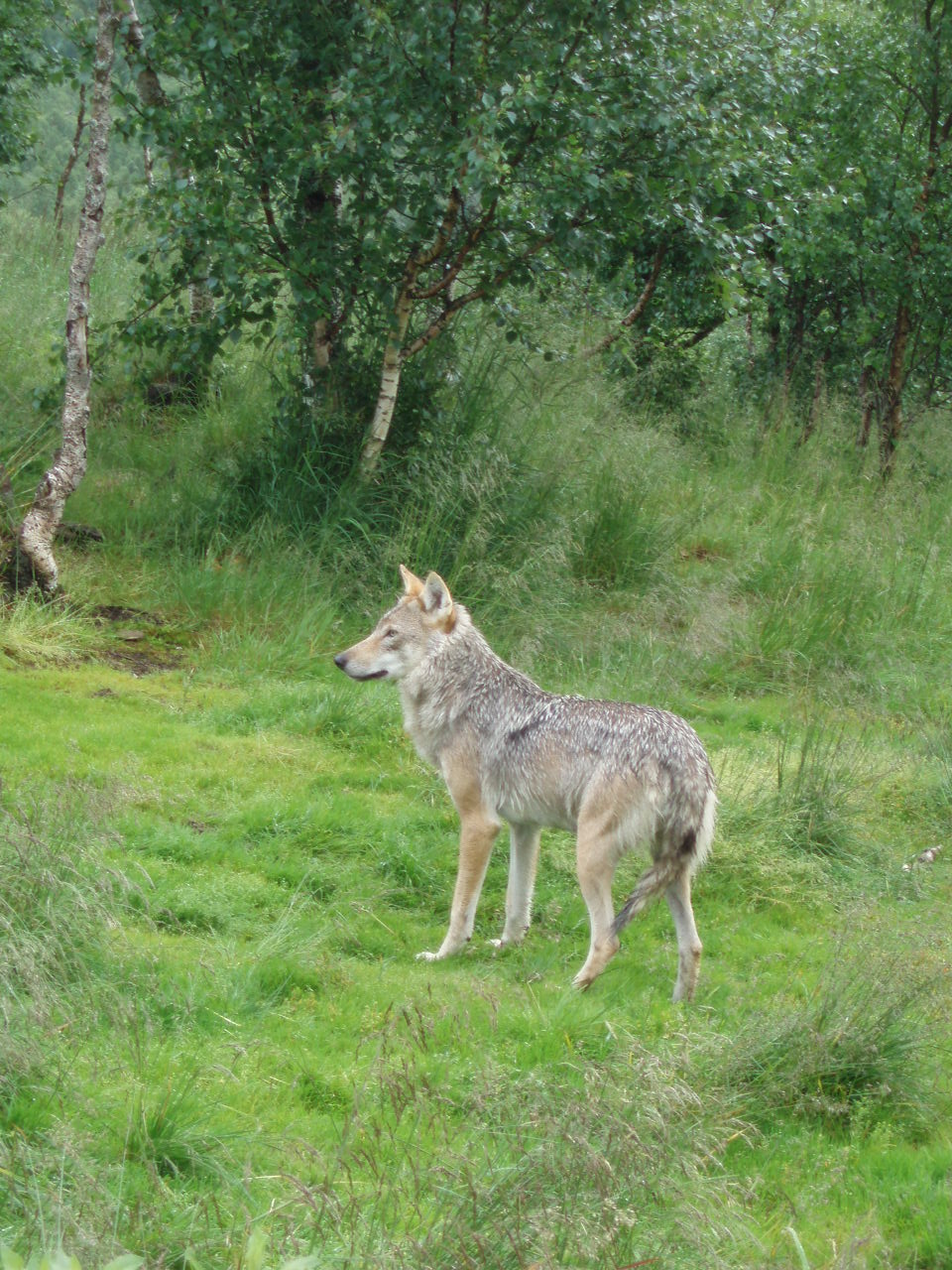
Farkasszuka

A szürke farkas vagy csak egyszerűen farkas (Canis lupus) az emlősök (Mammalia) osztályának ragadozók (Carnivora) rendjébe, ezen belül a kutyafélék (Canidae) családjába tartozó faj. A kutya (Canis lupus familiaris) és a dingó (Canis lupus dingo) is ennek alfaja, bár önálló fajként is említik ezeket.
Tágabb értelemben farkasnak neveznek a kutyafélék (Canidae) családján belül több más fajt is: ezek a prérifarkas (Canis latrans), a vörös farkas vagy rőt farkas (Canis rufus) és a sörényes farkas (Chrysocyon brachyurus). Emellett az aranysakál népies elnevezése, a nádi farkas a szürke farkassal való közeli rokonságára és összetéveszthetőségére utal. Szócikkünkben „farkas” alatt a szürke farkas értendő.

## Előfordulása
Holarktikus faj; (az ember után) a legnagyobb területen elterjedt emlősök egyike. Észak-Amerika és Eurázsia északi területeinek meghatározó csúcsragadozója, de megtalálhatjuk képviselőit Közép-Amerikában, Észak-Afrikában és Dél-Ázsiában is. Az egykor összefüggő, hatalmas területen a túlzott vadászat következtében ma már csak elszigetelt csoportjai maradtak fenn, így például Észak-Afrika szavanna övezetéből az ember teljesen kiszorította. Kihalt Japánban is; az Arab-félszigeten erősen veszélyeztetett, szinte el is tűnt. Természetes élőhelyét nehéz meghatározni, hiszen (az ember kivételével) a farkas a különböző biomokhoz leginkább alkalmazkodott emlős: a félsivatagtól a tundrán át a trópusi esőerdőig mindenhol képes megélni.
Jelenleg a legtöbb élőhelyén védett; több alfaja szerepel a Természetvédelmi Világszövetség (IUCN) vörös listáján. Kutatók vizsgálják Amerikában, hogy a klímaváltozás hatására miként változik élettartama, termékenysége, illetve a populációmérete.

### Európában
Európában csak szigetszerű populációi élnek:
- Skandináviában,
- Kelet-Európában,
- Olaszországban,
- az Ibériai-félszigeten és
- a Kárpátokban.

Szerencsére ma már Magyarországon is védett, azaz a délről és északról átkóborolt egyedeket nem lövik ki automatikusan. Hazánkban az I. világháború után pusztult ki és az 1980-as években jelent meg újra; Szlovákia, és Horvátország felől is elkezdett visszatelepülni. Magyarországon az Aggteleki Nemzeti Parkban, és a Bükki Nemzeti Parkban tudunk állandó jelenlétükről, de alkalmanként megtalálható a Zempléni-hegységben, a Mátrában, és a Gemencben is. Elkóborolt egyedeket többször megfigyeltek a Kiskunsági Nemzeti Parkban is. Hazánkban a kutatók szerint kb. 15 példány élhet. 1991-ben a Balaton-felvidéken ejtettek el egy példányt, és kitömött bundáját az Afrika Múzeumban állították ki Balatonedericsen.
Magyarországon 1993 óta védett, 2001 óta fokozottan védett faj.

## Alfajai
Alfajainak számát máig vitatják; a változatok megkülönböztetésében különösen az amerikai kutatók jeleskednek. A vélt és valós alfajok:
- közönséges farkas vagy európai farkas (Canis lupus lupus) Linnaeus, 1758
- tundrafarkas (Canis lupus albus) Kerr, 1792
- kenai-félszigeti farkas (Canis lupus alces) Goldman, 1941 – kihalt
- arab farkas (Canis lupus arabs) Pocock, 1934
- sarki farkas (Canis lupus arctos) Pocock, 1935
- mexikói farkas (Canis lupus baileyi) Nelson & Goldman, 1929 – vadon kihalt, visszatelepítése folyik
- új-foundlandi farkas (Canis lupus beothucus) G. M. Allen & Barbour, 1937 – kihalt
- banks-szigeti farkas (Canis lupus bernardi) Anderson, 1943
- sztyeppei farkas (Canis lupus campestris) Dwigubski, 1804
- Canis lupus chanco J. E. Gray, 1863
- brit columbiai farkas (Canis lupus columbianus) Goldman, 1941
- orosz farkas (Canis lupus communis) - azonos a közönséges farkassal
- vancouver-szigeti farkas (Canis lupus crassodon) Hall, 1932
- kaszpi farkas (Canis lupus cubanensis) - azonos a sztyeppei farkassal
- spanyol farkas (Canis lupus deitanus) - nagy valószínűséggel azonos az ibériai farkassal
- tibeti farkas (Canis lupus filchneri) Wozencraft, 2005
- cascade-hegységi farkas (Canis lupus fuscus) Richardson, 1839
- manitoba farkas (Canis lupus griseoalbus) Baird, 1858
- japán farkas (Canis lupus hattai) Kishida, 1931 – kihalt
- hondo japán farkas (Canis lupus hodophilax) Temminck, 1839 – kihalt 1905-ben
- hudson-öböli farkas (Canis lupus hudsonicus) Goldman, 1941
- észak-sziklás-hegységi farkas (Canis lupus irremotus) Goldman, 1937
- olasz farkas (Canis lupus italicus) Altobello, 1921 - egyes rendszerező szerint azonos a közönséges farkassal
- labradori farkas (Canis lupus labradorius) Goldman, 1937
- alexander-szigeti farkas (Canis lupus ligoni) Goldman, 1937
- keleti erdei farkas (Canis lupus lycaon) Schreber, 1775
- Mackenzie tundrafarkas (Canis lupus mackenzii) Anderson, 1943
- Baffin-szigeti tundrafarkas (Canis lupus manningi) Anderson, 1943
- mogollon-hegyi farkas (Canis lupus mogollonensis) Goldman, 1937 – kihalt
- texasi szürke farkas (Canis lupus monstrabilis) Goldman, 1937 – kihalt
- buffalo farkas (Canis lupus nubilus) Say, 1823
- mackenzie-völgyi farkas (Canis lupus occidentalis) Richardson, 1829
- grönlandi farkas (Canis lupus orion) Pocock, 1935 – valószínűleg kihalt
- indiai farkas (Canis lupus pallipes) Sykes, 1831
- belső-alaszkai farkas (Canis lupus pambasileus) Elliot, 1905
- ibériai farkas (Canis lupus signatus) Cabrera, 1907
- alaszkai fehér farkas (Canis lupus tundrarum) Miller, 1912
- dél-sziklás-hegységi farkas (Canis lupus youngi) Goldman, 1937 – kihalt
- kutya (Canis lupus familiaris) Linnaeus, 1758
- dingó (Canis lupus dingo) Meyer, 1793

## Megjelenése

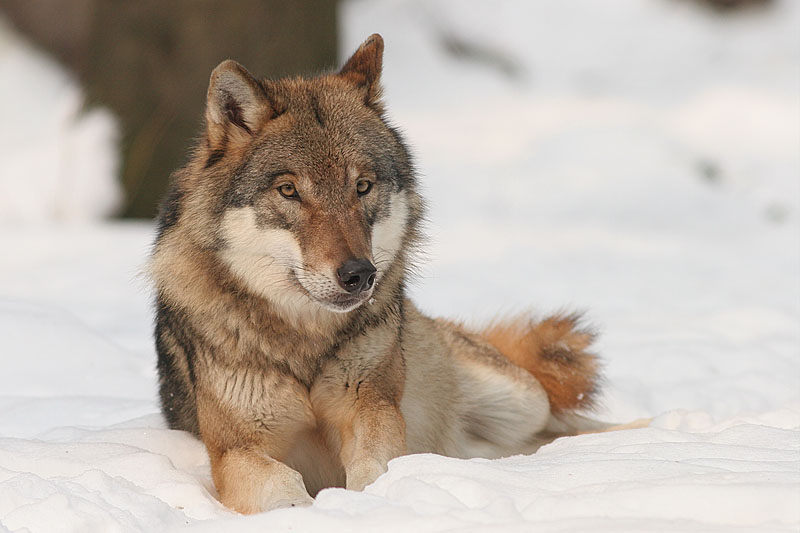
Farkas

A nőstények testtömege 12–55 kg (átlagosan mintegy 40 kg), a hímeké 15–86 kg (átlagosan mintegy 50 kg); a legkisebbek az Közel-Keleten élő a legnagyobbak az észak-amerikai és a kelet-európai farkasok. Testhossza 1,0–1,6 m, amihez hozzájön még a 29–50 cm-es farok. Szőrzete élőhelyétől függően a fehértől a mélyfeketéig változik; Európában általában szürkésbarna. Egy alomban előfordulhat akár minden színárnyalatból is kölyök.
Talpán és farka alatt a terület megjelölését segítő illatmirigyek vannak.
Izomzata, tüdeje és szíve kiválóan alkalmazkodott a zsákmány üldözéséhez: rövid távon sebessége eléri a 60–70 km/órát, és eközben akár 4–5 métereseket is ugorhat. Valamivel lassabban futva (45–50 km/órával) mintegy 15–20 percig képes üldözni a prédát, de ilyen hosszú futás után legalább ennyit pihennie is kell.
Szaglása és hallása egyaránt kitűnő: ha megfelelő a szél iránya, akár 2–2,5 km-ről is megérzi a jávorszarvas szagát; szelíd farkasok 6 km-ről is válaszoltak egy ismerős ember farkasüvöltést utánzó hangjára – a valódi farkasüvöltést valószínűleg jóval messzebbről is meghallják. Látásuknak különösen a mozgást érzékelő funkciója kiváló.
A farkast túlzás nélkül tartják a legintelligensebb ragadozónak. Agytérfogata 150–170 cm³; különleges értelmi képességei a társas életmód eredményeként fejlődtek ki.
Vad alfajai a rókánál jóval nagyobb, szürke, barnásszürke, sárgásbarna vagy fehér színű állatok. (Az alfaj színe élőhelyétől függ.)
Élettartama átlag 13 év, fogságban átlag 15 év. A vadon élő farkas születéskor várható élettartama 5–6 év; a halál leggyakoribb okai a vadászat és a dominancia-harcok közben szerzett sérülések.

## Életmódja

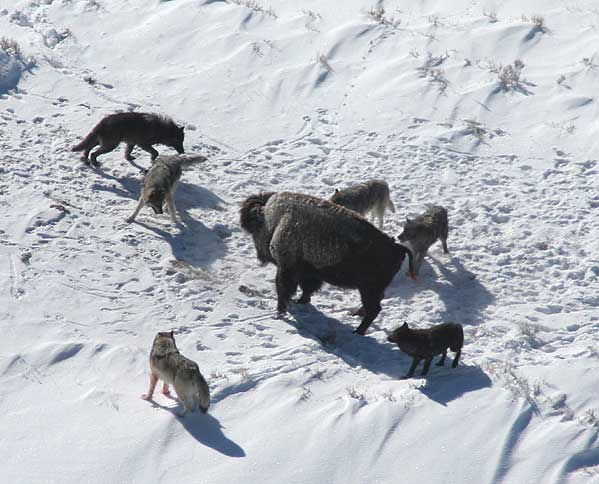
Farkasok támadnak meg egy amerikai bölényt

A farkas főleg rendkívül szervezett szociális csoportokban, úgynevezett falkákban él. A falka kommunikációjának elhíresült módja az úgynevezett farkasüvöltés: a farkasok kórusban „énekelnek”:
- összetartozásuk erősítése érdekében,
- aktivitásuk szinkronizálását segítendő és
- annak jelzésére, hogy a terület az övék.

Testbeszédében nagy szerepet kap a hosszú, bozontos farok.

### A falka szervezete
A falkák olyan önfenntartó szaporodó egységek, amelyben az egyedek együttműködve, közösen szerzik meg a táplálékot, és közösen nevelik a kölyköket – nemcsak a szülők, de a falka minden tagja, különösen a fiatalabbak. A falka létszáma az élőhely adottságaitól függően 2–36 lehet; általában 5–9. A falkák tulajdonképpen olyan nagycsaládok, amelyekben a vezető alfa-párhoz és utódaikhoz a szaporodási időszakban más farkasok is csatlakozhatnak – ezek később is a falka tagjai maradhatnak. A falkában szigorú a hierarchia: az abszolút úr az alfa-hím, őt követi az alfa-nőstény. A vezérhímet legyengülése (betegség, sérülés stb.) esetén a béta-hím váltja fel. A falkák időnként feloszlanak, majd (átmenetileg vagy véglegesen) újraalakulhatnak, illetve más falkákkal egyesülhetnek is. A régi falka feloszlásával létrejött új falkák egymással barátságosan viselkednek.
A falka együttműködésének két, ellentétesen motiváló alapja:
- az állandó rivalizálással kialakított rangsor és
- az egymást régóta ismerő tagok erős, kölcsönös kötődése.

Az együttműködés megköveteli:
- a fejlett szociális intelligenciát,
- a jó problémamegoldó képességet és
- a képlékeny, a körülményekhez alkalmazkodó viselkedést.

Ezek együttes hatására a farkas élőhelyeinek csúcsragadozója volt, amíg alul nem maradt az emberrel vívott versengésében.
A farkasra a „letelepedett” és „nomád” életmód váltogatása jellemző. Tavasszal és nyáron kis területen marad, amíg a kölykök fel nem nőnek, ősszel és télen azonban hatalmas távolságokat járhat be.

### Territoriális viselkedése
Territoriális viselkedése erős, de a terület határait más szociális fajoktól – például a hiénaféléktől (Hyaenidae) – eltérően nem ellenőrzi rendszeresen, mivel ezeket a határokat a szomszédos falkák kölcsönösen elismerik. A letelepedett időszakban a falka csak napi 5–6 km-t jár be; a teljes terület bejárásához ilyenkor mintegy három hét kell – ez a felségterület a falka létszámától és az élőhely adottságaitól függően többnyire 100–300 négyzetkilométer. A területen van az elléshez használt vacok, vannak rajta gyakran használt útvonalak és találkozópontok. A domináns egyedek a napi séta közben vizelettel, ürülékkel, kaparással jelölik az útvonalakat, amiken a talp illatmirigyeinek váladéka is nyomot hagy. Általában 250 méterenként van egy-egy szagjel; a területhatár közelében, a rendszeresen használt csapásokon, az elágazások közelében ennél jóval sűrűbben.
A szagjelekből és a térkép jellegzetes pontjaiból a fejükben kognitív térképet állítanak össze, aminek segítségével képesek átvágni az útvonal kanyarjait, ha sietnek valamiért.
Területüket hevesen védik a betolakodóktól; azokat akár meg is ölhetik. A területet körülbelül 1 km széles határzóna veszi körül; ezt a sávot a szomszéd falkával közösen használják, és általában itt portyáznak a falkából kivert példányok is.

### Táplálkozása
Más kutyafélékhez hasonlóan a farkas húst, csontot és növényeket is eszik. Falkában vadászva önmagánál jóval nagyobb termetű növényevőket zsákmányol (ide értve az olyan nagy patásokat, mint a jávorszarvas és pézsmatulok); a falkából kivert egyedek többnyire rágcsálókat és más, kisebb állatokat.
A falka kitartóan, hosszú kilométereken át üldözi a kiszemelt vadat, majd amikor beéri, sorozatosan a farába, lágyékába és marjába marva terítik le. A legnagyobb sikerre törekedve elsősorban az eleve hátránnyal induló: legyengült, beteg vagy öreg vadakat szemelik ki, ezzel fontos szerepet töltenek be a préda populáció létszámának szabályozásában.
A táplálékszerző magatartás egy különleges módja a kiszemelt préda csordájának követése. A farkasok ilyenkor hosszú ideig követik és időnként meghajtják a nagy testű növényevők csordáját. Ha ilyenkor leszakadó (gyenge, idős vagy sebesült) állatot vesznek észre, azt megrohanják és felfalják. A zsákmányállatot körülvevő farkasok igyekeznek egymástól nagyjából azonos távolságot tartani. A támadást (sőt, magát a vadászatot is) mindig az alfa-hím indítja meg, a tagok azonban önállóan, de egymásra mindvégig figyelve vesznek részt benne: a farkasfalka vadászata ettől nagyon hatékony.
A zsákmányt leterítve a híres farkasétvággyal egy-egy farkas akár 9 kilogrammot is felfal belőle. Rendkívül erős állkapcsával akár a jávorszarvas vagy a bölény legvastagabb csontjait is el tudja morzsolni. Több amerikai tanulmány is bizonyítja, hogy zápfogaival (Molares) akár 105 kg/cm² (1500 Psi) harapóerőt is kifejthet. A dögöt sem veti meg: a farkas gyakran megpróbálja elkergetni friss zsákmánya mellől a többi farkast, a medvéket és a pumákat. A települések szeméttelepein is megjelenik; hajdan valószínűleg az ősi emberi közösségeket így kerülgető farkasokból háziasíthatták a kutyákat.

## Szaporodása
A hím sokáig, gyakran egy évnél is tovább udvarol a nősténynek, az ezután kialakuló kapcsolat azonban több évre szól; a két fél erősen kötődik egymáshoz.
A szaporodás a domináns alfa-pár előjoga, vagyis a farkasokra a monogámia jellemző úgy, hogy a kieső alfa-egyed helyét a rangsorban következő veszi át. Az alfa-nőstény az alacsonyabb rangúak szaporodását agresszióval akadályozza; előfordulhat, hogy kölykeiket elpusztítja.
A szaporodási időszak január és április között van, az északi farkasoké később, mint a délebbre élőké. A nőstény évente egyszer ivarzik, az ösztrusz 5–14 napig tart. A párzás után a szuka egy odút ás, amelynek bejárata először lejt, majd emelkedik a vízbefolyás gátlására. Az átlagosan 63 napos vemhesség után vakon és süketen születő kölyköket 3 hétig csak az anya neveli. A számuk változatos, általában 7, de akár 14 is lehet. 5–10 nap alatt állnak talpra, a kezdetben kék szemük 10–15 nap múlva nyílik ki. 7–9 hétig szopnak.
A kölykök nevelésében a csapat összes tagja részt vesz, így visszahányt eledellel táplálják is őket – halandósági rátájuk ennek ellenére nagy. A szülőodút 8–10 hetes korukban hagyják el. Játékaikkal ekkor már elkezdik kialakítani saját hierarchiájukat. A gyorsan fejlődő fiatalok 10 hónapos korukban kezdenek el a csapattal vadászni.
Ivaréretté a szukák 2 éves, a hímek 3 éves korukban válnak. Ekkor többnyire elhagyják a falkát, és megpróbálnak másikhoz csatlakozni, illetve újat alakítani. A vadászat és a dominanciaharcok közben szerzett sérülések a leggyakoribb halálokok. Állatkertben közel 15 évig is élhetnek.

## A farkas a kultúrában

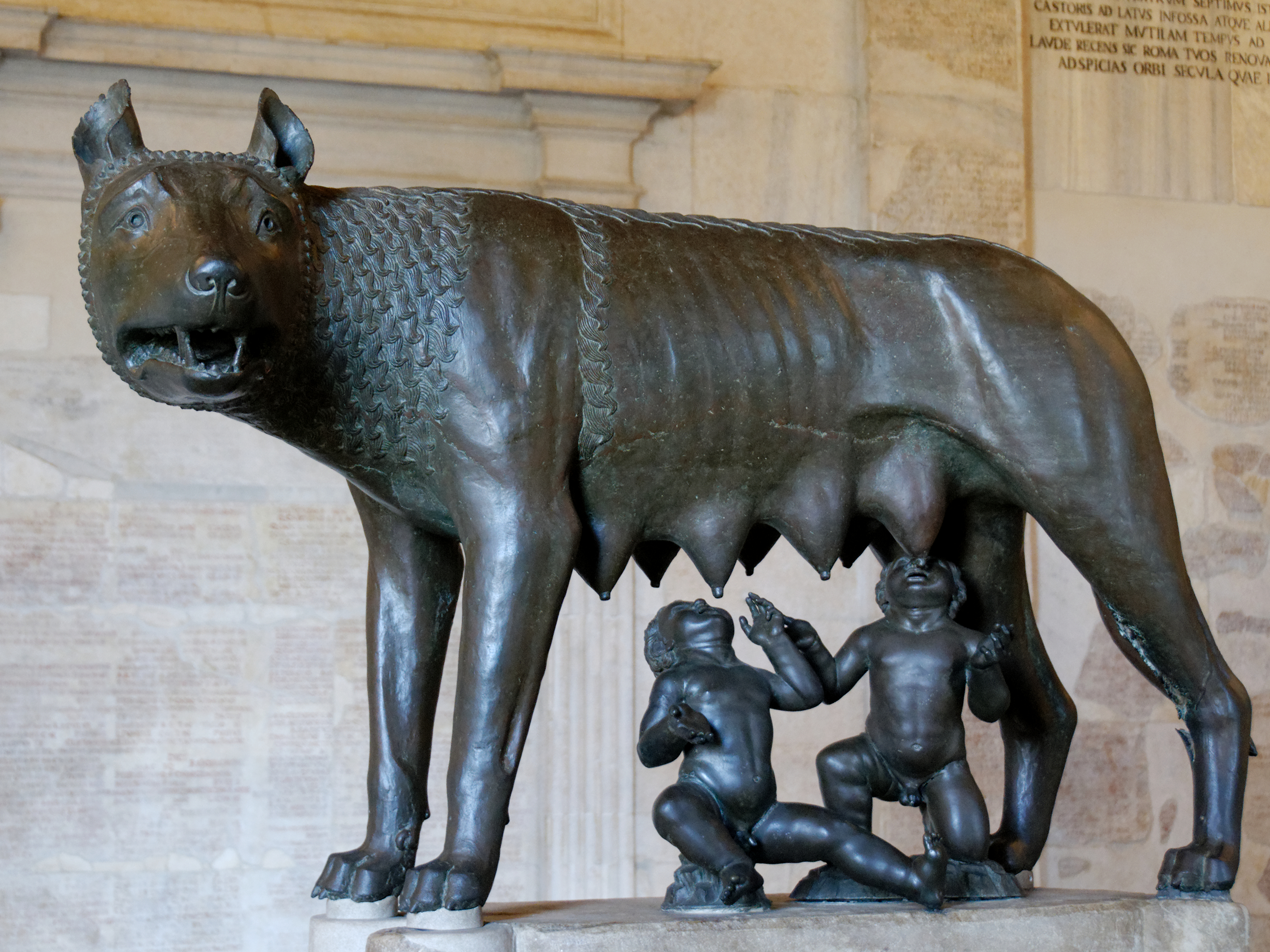
Romulus és Remus felnevelése

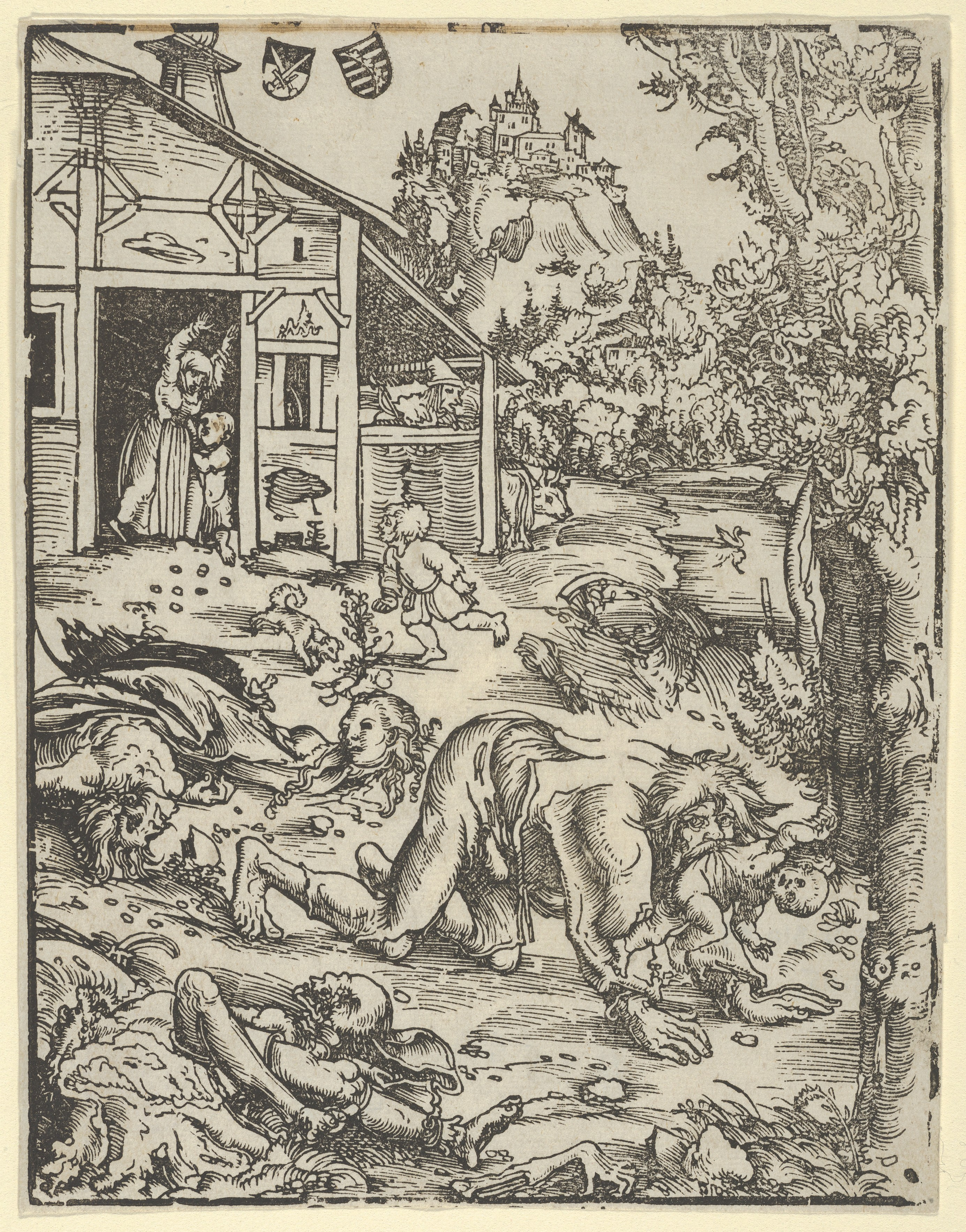
Fametszet egy farkasemberről (id. Lucas Cranach, 1512)

A farkas gyakori szereplő mítoszokban, mesékben, könyvekben, filmekben egyaránt.
- A legenda szerint Róma alapítóit, Romulust és Remust egy anyafarkas nevelte fel. A legenda másik változatában az anyafarkas szoptatta őket, amíg egy pásztor rájuk nem talált. A pásztor fel is nevelte a talált fiúkat.
- Hasonló motívum régi magyar (moldvai) balladá(k)ban is előfordul: Menekülés közben gyermekét elhagyja szívtelen anyja – a kislányt megtaláló farkasok felnevelik:
„…gyenge bárányhússal,
gyenge malachússal.”
- Rudyard Kipling könyvének, A dzsungel könyvének főhősét, Mauglit is farkasok nevelték fel.
- Az X-Men képregények egyik hőse, Wolverine a filmadaptációkban magyarul Farkas névre hallgat, habár angol nevének jelentése és a magyar képregény-kiadványokban elterjedt neve is „rozsomák”.
- George R. R. Martin A tűz és jég dala könyvsorozatában a Stark család gyermekeit hatalmas méretű, óriásfarkasok (direwolf) védelmezik a történet során.
- Az erdő kapitánya című magyar rajzfilm egyik mellékszereplője Pimpike, a bolond farkas, aki báránynak, majd madárnak képzeli magát.

Sokkal több azonban a farkasokat negatív színben feltüntető történet:
- A farkas számos mesében gonosz szereplő. Ilyenek például: Piroska és a farkas, A hét kecskegida, A kismalac és a farkasok.
- Arany János Toldi című elbeszélő költeményének egyik fontos epizódja a „farkaskaland”, amelyben a főhős egy kölykeit védelmező nádifarkas-párral száll szembe. A „nádifarkas” valójában az aranysakál népi neve (l. fentebb).
- J. R. R. Tolkien regényeiben egy intelligens, óriás méretű farkasfaj, a warg szerepel. Az orkok hátasállatként használják a wargokat. Hasonló lények szerepelnek a Warcraft játékban is.
- C. S. Lewis Narnia krónikái című könyvsorozatában a Fehér Boszorkány seregeiben harcolnak beszélő farkasok.
- A farkasember-történetek egészen az őskori, alakváltó sámánokig nyúlnak vissza. A középkorban különösen erősen tartotta magát az éjszaka, általában teliholdkor farkasalakot öltő, vérengző emberek képe. A modern fantasy-irodalomban és filmekben is gyakran szerepelnek farkasemberek, avagy vérfarkasok. A Harry Potter regényekben Remus Lupin és Fenrir Greyback nevű farkasemberek szerepelnek. Az Underworld filmekben a vérfarkasok a vámpírok ősellenségei.
- A No, megállj csak! című szovjet rajzfilmsorozat negatív főszereplője egy farkas.

A mesék eltúlozzák a farkas veszélyességét, valójában csak a beteg állatok támadnak emberre, az egészséges példányok viszont félénkek és óvatosak.